# Apple Printer Access Protocol
Apple Printer Access Protocol (APAP, auch Printer Access Protocol, PAP) ist ein proprietäres Netzwerkprotokoll, das Rechnern den Zugriff auf PAP-fähige Drucker über ein Netzwerk ermöglicht. Das Protokoll findet sich clientseitig vornehmlich bei Apple-Rechnern mit den Betriebssystemen Mac OS oder macOS, allerdings haben andere Betriebssysteme auch PAP-Clients integriert. Der Mehraufwand, den Drucker mit AppleTalk und PAP auszustatten, hat sich nur bei Druckern höherer Preisklassen rentiert. Daher wird es bis auf wenige Ausnahmen fast ausschließlich von Laserdruckern und Filmbelichtern implementiert.
Durch die zugrundeliegenden Protokolle NBP und ZIP ist das Ansprechen eines Druckers unter Mac OS ein sehr einfacher Prozess, der über das Dienstprogramm Auswahl erledigt wird. Zum Drucker wird eine bidirektionale Datenverbindung aufgebaut, so dass der Benutzer über Statusmeldungen des Druckers (kein Papier, Datenverarbeitung, druckt) auch ohne physikalische Präsenz beim Drucker über dessen Zustand informiert wird.
Wie auch beim AFP gibt es PAP-fähige Druckerserver als Software von anderen Anbietern, so liegt älteren Novell-Netware-Versionen ein leistungsfähiger PAP-Server bei. Die Software CAP sowie Netatalk besitzt ebenfalls einen PAP-Server.
PAP wurde nach und nach durch LPR und später IPP abgelöst, weil über TCP/IP höhere Datenübertragungsgeschwindigkeiten als über AppleTalk möglich sind.

## Der AppleTalk-Protokollstapel
Die AppleTalk-Protokolle lassen sich in mehrere Schichten einteilen, die einen Protokollstapel (protocol stack) bilden. Die Protokolle lassen sich wie folgt in das OSI-Referenzmodell einordnen:
| OSI-Schicht | AppleTalk-Protokollstapel | AppleTalk-Protokollstapel | AppleTalk-Protokollstapel | AppleTalk-Protokollstapel | AppleTalk-Protokollstapel | AppleTalk-Protokollstapel | AppleTalk-Protokollstapel |
| 7           |                           |                           | AFP                       | PAP                       |                           |                           |                           |
| 6           |                           |                           | AFP                       | PAP                       |                           |                           |                           |
| 5           | ZIP                       | ZIP                       | ASP                       |                           |                           | ADSP                      |                           |
| 4           |                           | ATP                       | ATP                       | AEP                       | NBP                       |                           | RTMP                      |
| 3           | DDP                       | DDP                       | DDP                       | DDP                       | DDP                       | DDP                       | DDP                       |
| 2           |                           | LLAP                      | ELAP                      | TLAP                      | FDDI                      | ←AARP                     |                           |
| 1           |                           | LocalTalk                 | Ethernet Treiber          | Token Ring Treiber        | FDDI Treiber              |                           |                           |